# Bob Beamon
Robert (Bob) Beamon (New York, 29 augustus 1946) is een Amerikaans voormalig atleet, die eeuwige roem vergaarde bij de Olympische Spelen van 1968 met een voor die tijd onvoorstelbare vertesprong van 8,90 m.

## Loopbaan

### Start atletiekloopbaan in studententijd
Beamons aanleg voor verspringen werd tijdens zijn highschooltijd ontdekt door Larry Ellis, een befaamde atletiekcoach. Later werd Beamon lid van het All-American atletiekteam. In zijn studententijd studeerde hij aanvankelijk aan de Agricultural and Technical State University in North Carolina, omdat hij in de buurt van zijn ernstig zieke grootmoeder wilde blijven. Na haar dood stapte hij over naar de universiteit van Texas in El Paso, waar hij op een atletiekbeurs zijn studie voortzette.
In 1965 vestigde Beamon een nationaal highschoolrecord op hink-stap-springen en was tweede van het land op verspringen. In 1967 behaalde hij zijn eerste nationale titel door Amerikaans indoorkampioen verspringen te worden en veroverde hij op de Pan Amerikaanse kampioenschappen op verspringen een zilveren medaille.
Beamon werd door de universiteit van Texas geschorst, nadat hij had geweigerd om uit te komen tegen de Brigham Young University, die hij ervan beschuldigde een racistisch beleid te voeren. Hierdoor kwam hij zonder coach te zitten en nam collega-verspringer Ralph Boston die taak officieus over.

### Olympische titel en wereldrecord
Bob Beamon kwam in 1968 als favoriet naar de Spelen in Mexico. Hij had dat jaar 22 van de 23 wedstrijden waarin hij was uitgekomen, gewonnen, met als beste prestatie een sprong van 8,33 m en zelfs een van 8,39 met te veel rugwind. Hij was bovendien zowel NCAA- als Amerikaans indoorkampioen verspringen en hink-stap-springen geworden en had op verspringen ook de nationale outdoortitel veroverd.
Bij zijn eerste poging in de finale kwam Beamon tot zijn fabuleuze wereldrecord. Met zijn sprong van 8,90 verbeterde hij het bestaande wereldrecord met 55 centimeter - een grotere toename dan alle toenames in lengte van de voorafgaande veertig jaar bij elkaar. Regerend olympisch kampioen Lynn Davies uit Wales beet Beamon tijdens de wedstrijd toe, dat hij met diens prestatie het evenement had verstoord. De toen ter beschikking staande optische meetapparatuur was er ook niet op berekend om een dergelijke afstand op te meten, waardoor men moest overgaan op handmatige metingen.
In een eeuw Olympische Spelen heeft geen enkele andere prestatie zowel leken als experts meer geïntrigeerd. Geen superlatief bleef ongebruikt. Men sprak van 'de sprong in het volgende millennium' en van 'een vogelvlucht'. Bob Beamon werd beschouwd als de menselijke uitvoering van de Archaeopteryx, en hij tartte de zwaartekracht. En binnen de atletieksport raakte een nieuw adjectief ‘Beamonesque’ in gebruik, waarmee spectaculaire daden werden beschreven.

### Verdere verloop en einde atletiekcarrière
Na deze sprong viel Beamon echter terug in de realiteit. Hij vond geen motivatie meer in de sport en na een comeback in 1972 hield hij er voorgoed mee op. Intussen was hij in 1970 afgestudeerd aan de universiteit van Texas in El Paso. Hierna werd Beamon maatschappelijk werker.
Beamons record bleef staan tot 1991, toen Mike Powell een afstand realiseerde van 8,95 bij de wereldkampioenschappen in Tokio. Het record had toen 23 jaar op de tabellen gestaan.

## Titels
- Olympisch kampioen verspringen - 1968
- Amerikaans kampioen verspringen - 1968, 1969
- Amerikaans indoorkampioen verspringen - 1967, 1968
- NCAA-indoorkampioen verspringen - 1968
- NCAA-indoorkampioen hink-stap-springen - 1968

## Persoonlijke records
Outdoor
| Onderdeel   | Prestatie      | Datum           | Plaats      |
| ----------- | -------------- | --------------- | ----------- |
| 100 yd      | 9,5 s          | 1966            |             |
| verspringen | 8,90 m (ex-WR) | 18 oktober 1968 | Mexico-Stad |

Indoor
| Onderdeel          | Prestatie | Datum         | Plaats  |
| ------------------ | --------- | ------------- | ------- |
| verspringen        | 8,30 m    | 15 maart 1968 | Detroit |
| hink-stap-springen | 16,02 m   | 1968          |         |

## Palmares

### Verspringen
- 1967:  Amerikaanse indoorkamp. - 8,21 m
- 1967:  Pan-Amerikaanse Spelen - 8,07 m
- 1968:  Amerikaanse indoorkamp. - 8,21 m
- 1968:  NCAA-indoorkamp. - 8,30 m
- 1968:  Amerikaanse kamp. - 8,33 m
- 1968:  OS - 8,90 m
- 1969:  Amerikaanse kamp. - 8,20 m

### Hink-stap-springen
- 1968:  NCAA-indoorkamp. - 15,93 m

1896: Ellery Clark ·
1900: Alvin Kraenzlein ·
1904: Meyer Prinstein ·
1908: Frank Irons ·
1912: Albert Gutterson ·
1920: William Petersson ·
1924: William DeHart Hubbard ·
1928: Ed Hamm ·
1932: Ed Gordon ·
1936: Jesse Owens ·
1948: Willie Steele ·
1952: Jerome Biffle ·
1956: Greg Bell ·
1960: Ralph Boston ·
1964: Lynn Davies ·
1968: Bob Beamon ·
1972: Randy Williams ·
1976: Arnie Robinson ·
1980: Lutz Dombrowski ·
1984: Carl Lewis ·
1988: Carl Lewis ·
1992: Carl Lewis ·
1996: Carl Lewis ·
2000: Iván Pedroso ·
2004: Dwight Phillips ·
2008: Irving Saladino ·
2012: Greg Rutherford ·
2016: Jeff Henderson ·
2020: Miltiadis Tentoglou ·
2024: Miltiadis Tentoglou
- Gemeinsame Normdatei: 1061816990
- World Athletics: 14344992
- International Standard Name Identifier: 0000 0000 3749 8552
- Library of Congress Control Number: n99277372
- Nationale Bibliotheek van Polen: a0000003858830
- Virtual International Authority File: 14107457
- WorldCat: E39PBJt43wVDKvhfdxWpv6fjG3